# Marie Stephany
Marie Stephany, verheiratete Marie Bost (vor 1844 – nach 1877) war eine deutsche Theaterschauspielerin.

## Leben
Stephany spielte mit Erfolg Liebhaberinnen. Sie war von 1844 bis 1850 in Hamburg, von 1850 bis 1851 in Riga und von 1851 bis 1877 am Hoftheater in Berlin engagiert.
Sie war verheiratet mit dem Opernsänger Eduard Bost.